# La Mongie
La Mongie est une station de sports d'hiver des Pyrénées françaises. Elle est située dans le département des Hautes-Pyrénées en région Occitanie.
Elle fait partie du Domaine du Tourmalet, lui-même situé sur les communes de Campan, Bagnères-de-Bigorre, Barèges, Sers et Betpouey. Située au pied du pic du Midi de Bigorre, cet ensemble offre le plus vaste domaine skiable de la chaîne pyrénéenne côté français, avec 69 pistes balisées et 43 remontées mécaniques.
Le domaine s'étend entre 1 400 et 2 500 mètres d'altitude, de part et d'autre du col du Tourmalet : Barèges occupe le versant ouest, La Mongie le versant est. La liaison entre les deux domaines skiables est effective depuis 1973. La station a notamment accueilli une épreuve de slalom lors de la Coupe du monde de ski alpin 1985, le 6 janvier de cette année et les jours suivants la température était de -20°C et plusieurs courses furent annulées.

## Toponymie
Le nom provient de l'occitan gascon mongiá (lieu de résidence des moines), ce qui atteste la présence de moines retirés au Moyen Âge dans ces montagnes.

## Histoire
Au début du XXe siècle, seules existent des cabanes de bergers. Le ski débute timidement vers 1921.
La toute première remontée mécanique de La Mongie fut le téléski du « Pain de Sucre ». C'est l'aboutissement d'un long projet, initié avant la guerre par Pierre Lamy de la Chapelle (1892-1944) et des membres du Cercle des sports de Bigorre. Ce téléski fut construit en 1945, avec le soutien de Bernard Lamy de la Chapelle (son frère Pierre ayant été tué en 1944) et de Maurice Lacrouts. Pour construire et exploiter cette remontée, une société, la SELAM (Société d'équipement de La Mongie), fut créée et obtint un bail de 18 ans. La remontée comportait des pylônes métalliques à quatre pieds et bénéficiait du brevet Pomagalski de pince débrayable, tout juste mis au point.
L'autre événement important pour le développement de la station fut la décision de desservir l'observatoire du pic du Midi, qui existait depuis le XIXe, par un téléphérique en deux tronçons, dont le premier, depuis La Mongie jusqu'au Taoulet serait accessible aux skieurs. C'est essentiellement l'influence de Pierre Lamy de la Chapelle, qui emporta la décision. Le chantier dura de 1945 à 1953 et permit d'équiper la station d'un réseau électrique et d'un réseau d'eau.
En 1951, Albert Bidabé fait installer la remontée de « La Carrière » à l'emplacement où étaient extraits les matériaux de construction.
En 1953, Jean-Louis Dabat est à l'initiative du Péne-Blanque et en 1955, la SELAM fait construire les « Petits Sapins ».
À partir de cette époque, l'aménagement et l'équipement de la station furent constants.
La jonction avec Barèges par le col du Tourmalet est réalisée en 1973.

## Lieux et monuments
- Chapelle Notre-Dame de La Mongie construite en 1954.
- Le barrage de Castillon du Tourmalet

## La Mongie et le cyclisme
La station a vu passer de nombreuses épreuves de cyclisme amateur ou professionnel, en particulier le Tour de France.
La Mongie a vu l'arrivée de la 18e étape du Tour de France 1970, de la 11e étape du Tour de France 2002 et de la 12e étape du Tour de France 2004, le vendredi 16 juillet 2004 (Castelsarrasin-La Mongie) remportée par Ivan Basso.

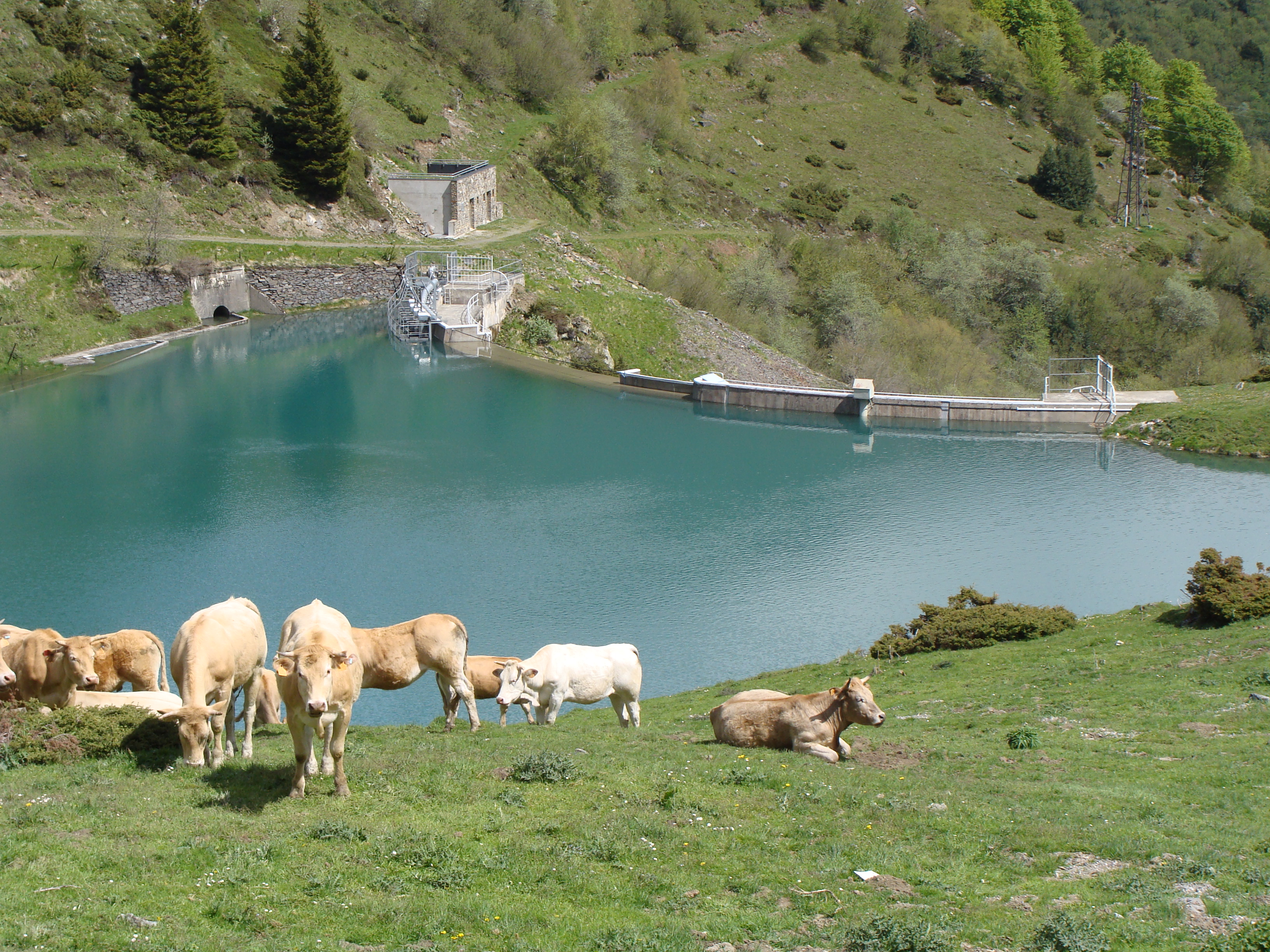
Barrage de Castillon (La Mongie)
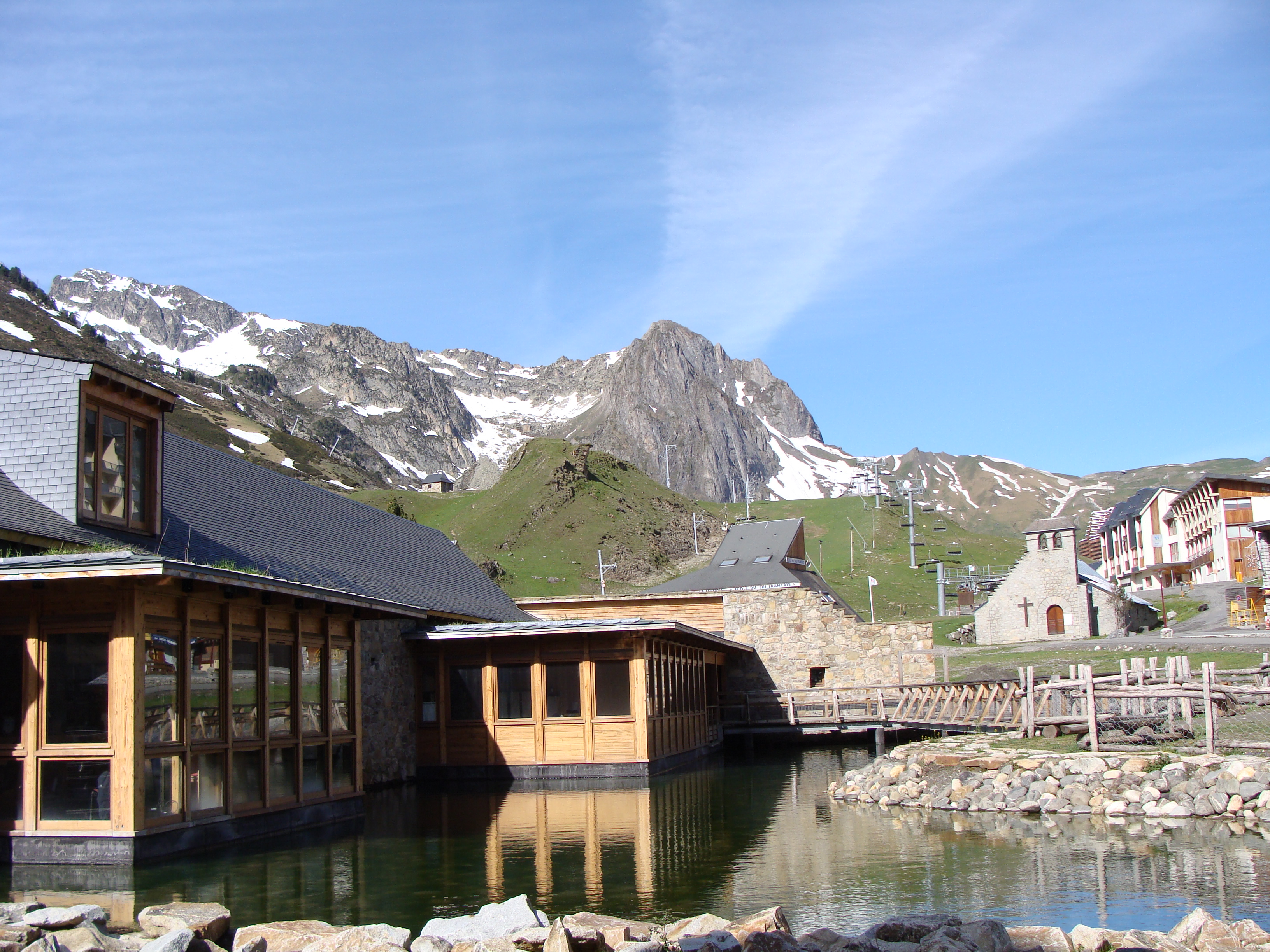
La chapelle et l'office de tourisme
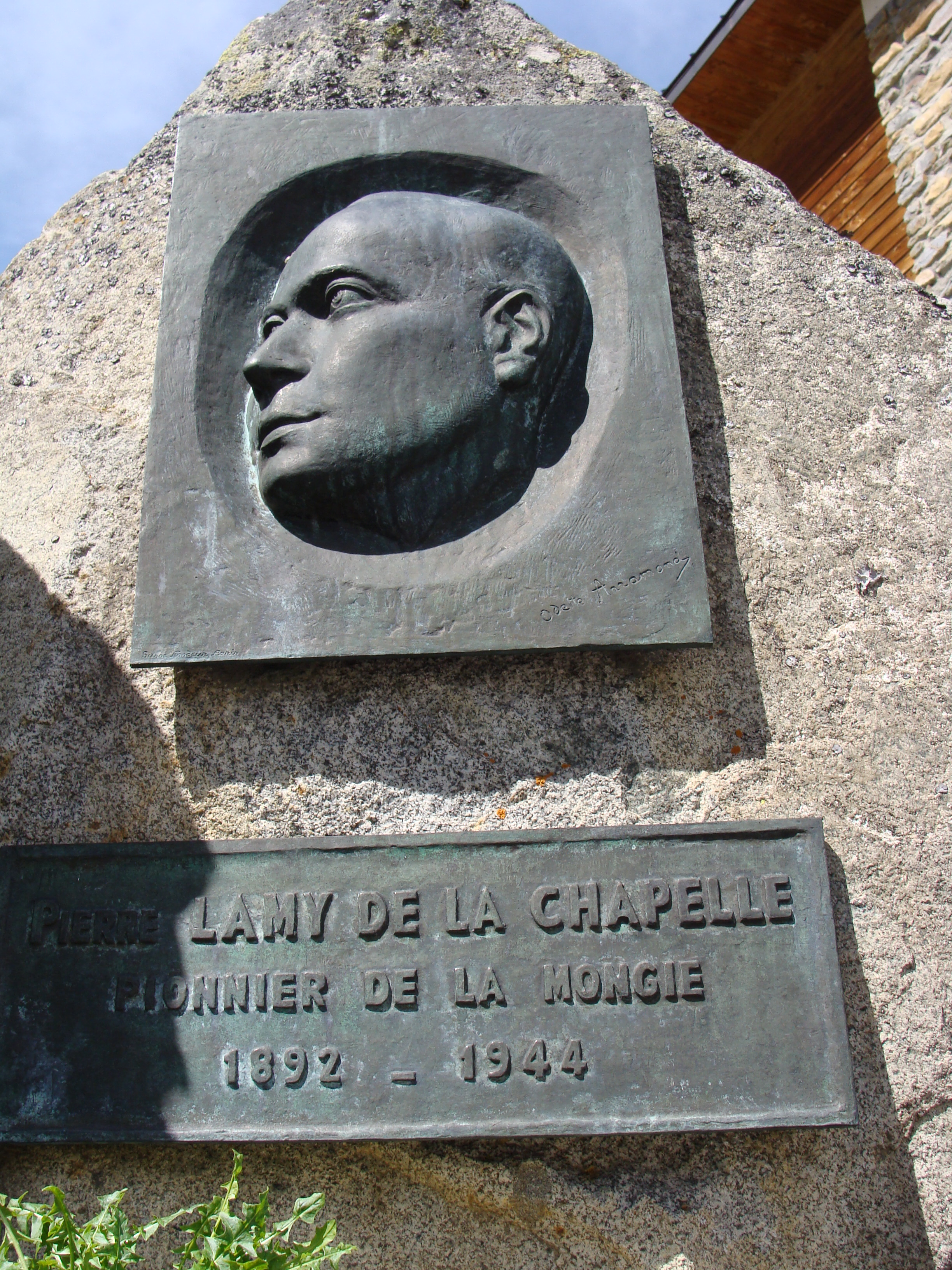
Stèle en hommage à Pierre Lamy de la Chapelle
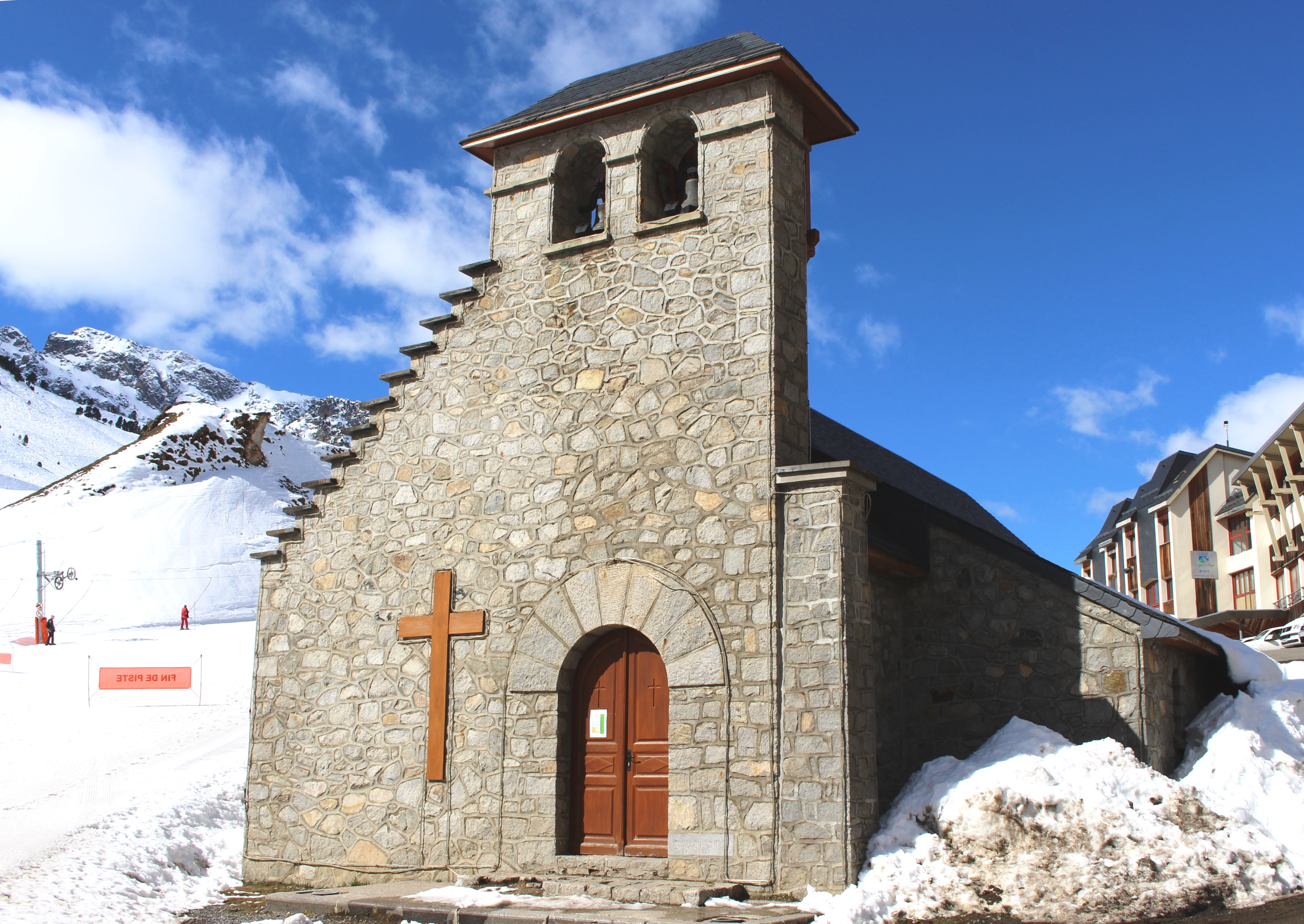
La chapelle
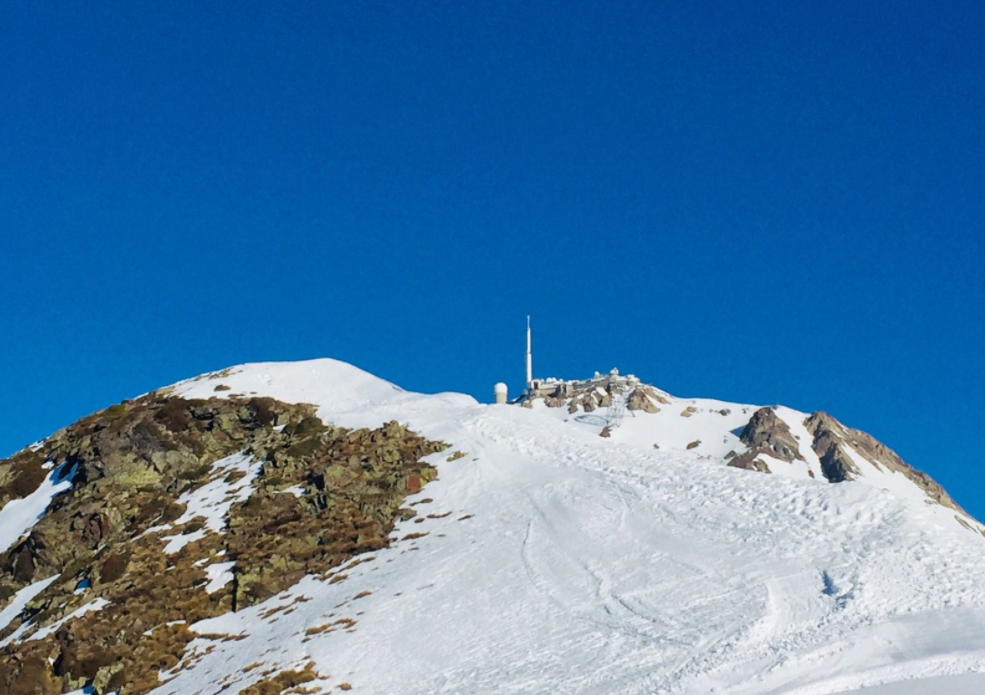
Le Pic du Midi de Bigorre depuis le télésiège Coume Lounque, en février 2022